# Rakitovka (vattendrag i Belarus)
Rakitovka (ryska: Ракитовка) är ett vattendrag i Belarus. Det ligger i den norra delen av landet, 130 km nordost om huvudstaden Minsk.
Omgivningarna runt Rakitovka är en mosaik av jordbruksmark och naturlig växtlighet. Runt Rakitovka är det glesbefolkat, med 15 invånare per kvadratkilometer.